# Магрепшки француски језик
Магрепшки француски језик означава употребу француског језика у земљама Магреба (Мароко, Мауританија, Алжир и Тунис). Не постоје битније разлике између стандардног француског језика и француског језика у овом региону.  
У земље Магреба француски језик је стигао у епохи колонијализма. Данас је то главни страни језик и широко се користи у вишем школству, администрацији, медијима и трговини. Званични језик земаља овог региона је класични арапски језик, који се доста разликује од локалних варијанти арапског.